# Bobby Hassell
Bobby Hassell, właśc. Robert John Francis Hassell (ur. 4 czerwca 1980 w Derby) – angielski piłkarz występujący na pozycji obrońcy.
W swojej karierze rozegrał 200 spotkań i zdobył 6 bramek w Championship.